# Carl Wilhelm Cederhielm
Carl Wilhelm Cederhielm (Svezia, 1705 – Svezia, 1769) è stato un nobile svedese, Freiherr e Ciambellano di corte.
Nacque dal membro del Riksrad Josias Cederhielm e da Anna Akerhielm.
È ricordato principalmente per essere stato, nel 1739, cofondatore dell'Accademia Reale Svedese delle Scienze.
| Controllo di autorità | VIAF (EN) 61890292 · ISNI (EN) 0000 0000 5337 4920 · CERL cnp01953998 · GND (DE) 1046645641 |